# Saitama Broncos
Il Saitama Broncos (さいたまブロンコス) è una società cestistica avente sede a Saitama, in Giappone. Fondata nel 1996, gioca in B.League.

## Storia
Il Saitama Broncos è una squadra di pallacanestro giapponese fondata a Tokorozawa nel 1996. Ha partecipato in Bj league dal 2005 al 2016. Attualmente gioca in B3 League, la terza serie del campionato giapponese di pallacanestro.

## Palmarès
- Japan League: 2

2002-03, 2003-04